# Bosc sagrat

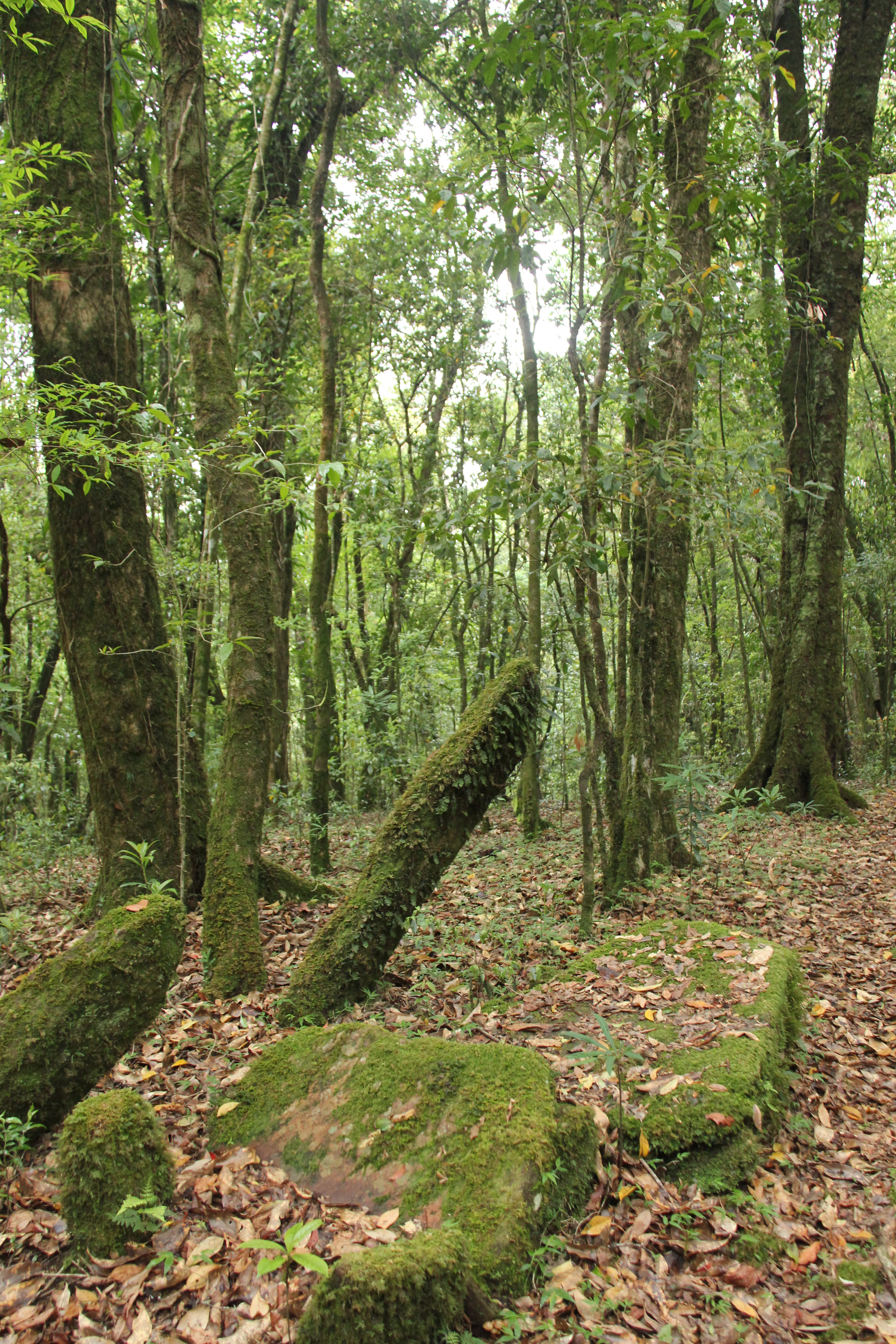
Monòlits al bosc sagrat de Mawphlang (Índia)

Un bosc sagrat és un petit espai dins d'un bosc considerat d'importància religiosa en una determinada cultura. Les activitats que s'hi practiquen poden ser: sacrificis d'animals, dipositar ofrenes, fer pregàries, meditar... depèn de la religió que els hagi generat. Els boscs sagrats es troben en cultures diverses d'arreu del planeta.
Van ser l'escenari de pràctiques rituals religioses i d'esdeveniments mitològics: celta, bàltica, germànica, grega, romana, eslava, les de l'Orient Pròxim i fins i tot a l'Índia, Japó i a l'Àfrica occidental. Són exemples de bosc sagrat: el tèmenos de l'antiga Grècia, el lucus dels romans, el concepte nòrdic d'hörgr i el celta nemeton, que ha estat molt associat amb les pràctiques dels druides. Durant les croades bàltiques es va establir el costum de construir esglésies en llocs anteriorment considerats boscs sagrats.
La tradició anglesa de relacionar alguns arbres centenaris amb les fades i considerar-los sagrats encara perviu en l'entorn rural d'aquell país.

## En l'antiguitat

### A l'Orient Pròxim

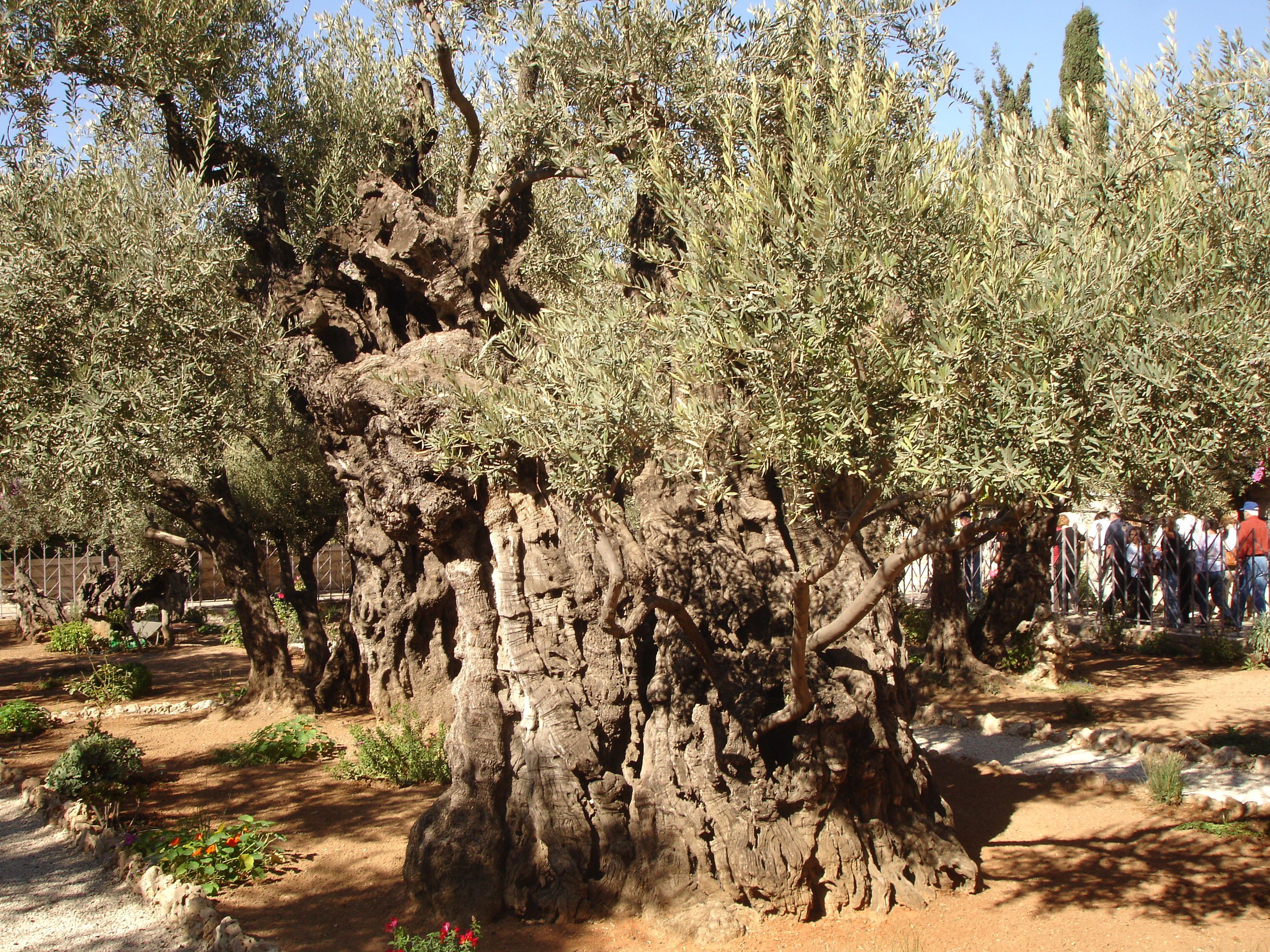
Oliveres centenàries a Getsemaní

A l'Antic Testament es fa referència dues vegades a un bosc sagrat: al Gènesi (capítol 21, versicle 33) es diu que Abraham va plantar un bosquet a Beerxeba i hi va invocar el nom de déu; als Llibre dels Reis (23:7) es diu que les dones teixien adorns per penjar al bosquet.
Les excavacions realitzades a Labraunda han descobert un gran santuari que probablement era el de Zeus Stratios esmentat per Heròdot, que consistia en un bosc sagrat de plataners considerats sagrats pels caris. A Síria hi havia un bosquet consagrat a Adonis a la vora de la ciutat d'Afqa.

### Grècia
El tèmenos més conegut era fora de les muralles d'Atenes, en un bosc anomenat Acadèmia en honor de l'heroi Academos: allà creixien oliveres i estava protegit per la dea Atena.
Un altre de ben conegut era el de Dodona, que estava protegit per Zeus i Dione i on creixien roures.

### Roma
Per tota la península Itàlica hi havia diversos espais sagrats enmig de la natura que els romans anomenaven lucus, però no era una creença exclusiva seva, sinó també dels marsis, els llatins i altres pobles itàlics.
A uns 30 km al sud-est de Roma, entre els monts Albans, hi havia el bosc sagrat de Nemi, on es deia que habitava la dea Diana. Un altre de molt conegut era als afores de Minturnes, on creixien molts llorers i era on habitava la nimfa Marica Laurentia.
Dins la ciutat de Roma hi havia el bosc sagrat de les verges vestals, que era al costat del fòrum i darrere de la casa on vivien aquestes sacerdotesses, el qual es va destruir en el gran incendi de l'any 64 dC. Als afores de la ciutat se celebrava una festa anual en honor de tots els déus que habitaven els boscs sagrats, la Lucària.
A la ciutat de Spoleto (Úmbria), s'hi van trobar dues pedres de finals del segle iii aC, amb un text inscrit en llatí que establia càstigs per als qui profanessin els arbres d'aquell lloc consagrats a Júpiter (Lex Luci Spoletina); aquestes pedres es conserven al Museu Arqueològic Nacional de Spoleto.
Als diferents territoris que van conquerir els romans van trobar que altres pobles tenien la mateixa creença en determinats boscs, i a partir de llavors es van anomenar lucus; per exemple a Marsella, que havia estat una antiga colònia grega, n'hi havia un que Juli Cèsar va haver de tallar per facilitar el setge a la ciutat.
Marc Anneu Lucà en el seu poema La Farsàlia va descriure el lloc d'una famosa batalla dient que era un espai on la llum del sol no podia arribar per la frondositat, on no hi habitava cap animal ni ocell, on el vent no bufava sinó que les branques dels arbres es movien soles i on es practicaven sacrificis humans, una metàfora comparant la mort dels soldats amb els sacrificis oferts en un bosc sagrat.
En una ciutat italiana es van decorar uns jardins amb escultures modernes que evoquen les antigues creences en lucus, anomenat Bosco Sacro de Bomarzo.

### Territoris bàltics

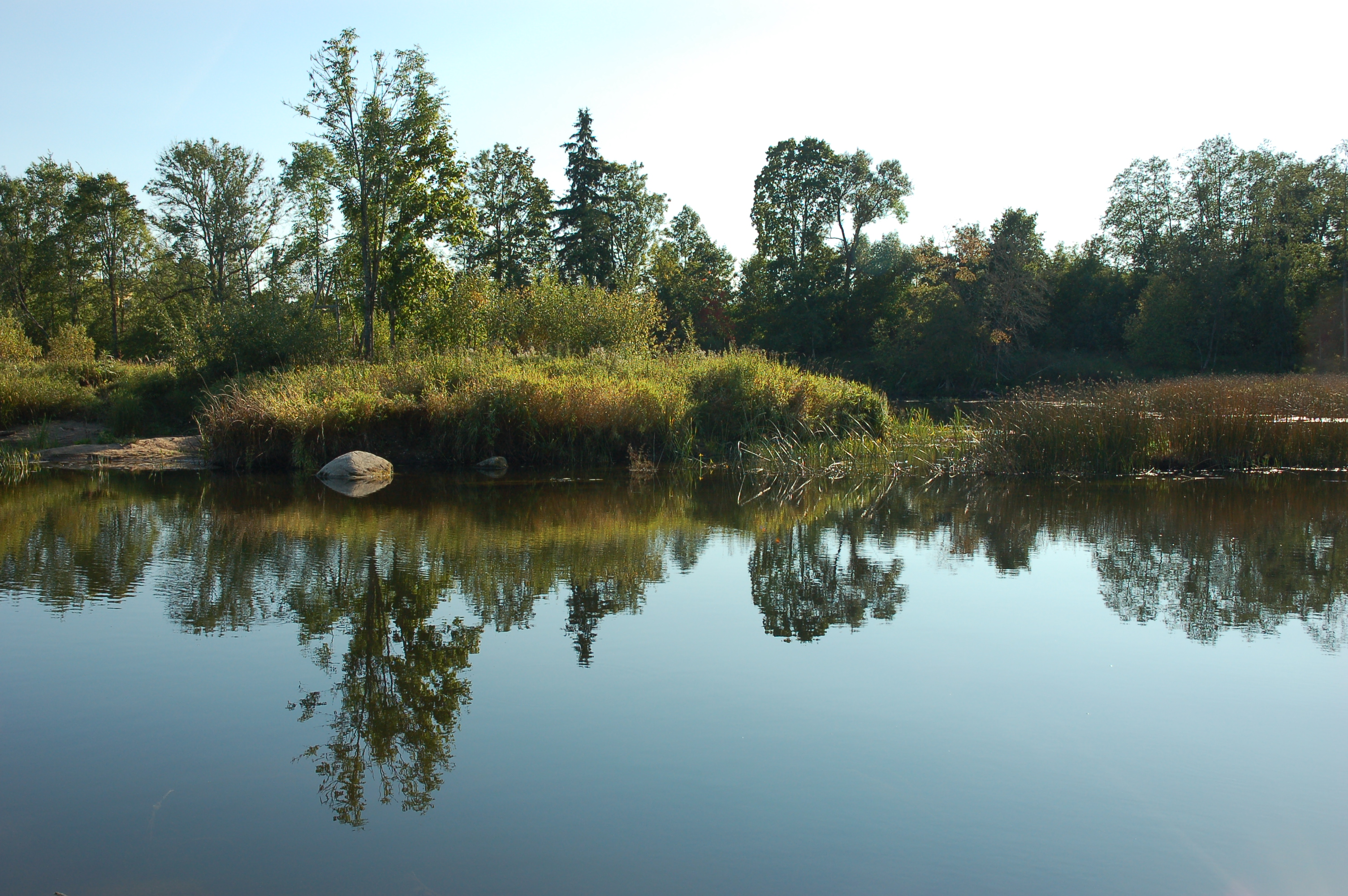
El bosc sagrat de l'Illa, Estònia

Als territoris de l'entorn de la mar Bàltica els boscos sagrats van sobreviure més temps que en altres parts d'Europa. El santuari principal de l'antiga mitologia prussa era en un bosc sagrat anomenat Romowe. El 1387 la cristianització de la zona (actuals territoris de Lituània) va imposar la destrucció d'aquests llocs, que en la regió de Samogítia va ser el 1413. Alguns dels antics boscs sagrats, allà anomenats alka, van sobreviure, com el de Šventybrastis.
A Estònia hi ha uns 550 espais naturals sagrats anomenats hiisi, la majoria boscs.

### Mitologia escandinava
El temple d'Uppsala era el centre del culte a la península Escandinava i estava situat enmig d'un bosc en què cada arbre era considerat sagrat, segons va descriure Adam de Bremen el 1073. La pràctica del blót, el sacrifici ritual del paganisme nòrdic, es realitzava en boscs sagrats, que ells anomenaven lunds. La tradició deia que calia sacrificar nou animals mascles de cada espècie existent, cada nou anys.

### Mitologia celta
Els celtes anaven a boscs sagrats, anomenats nemeton en gal per realitzar rituals religiosos. La divinitat invocada era generalment Nemetona i els presidien els druides. S'han trobat proves de l'existència d'aquests llocs a Alemanya, Suïssa, la República Txeca, Hongria, França, Anglaterra i Irlanda del Nord. Quan els romans van atacar i van conquerir la Gàl·lia al segle i, es van trobar amb l'existència de molts nemeton, un dels més coneguts n'és el de Nevet, a prop de Locronan. Al municipi de Gournay-sur-Aronde també hi ha restes d'un bosc sagrat.
Els nemetons estaven sovint envoltats per una tanca, com així ho indica el terme germànic Viereckschanze, que designava un espai quadrangular envoltat per un fossat i una tanca de fusta. A Didyma (Turquia) hi havia un bosc sagrat d'aquesta mena. Segons Estrabó, el santuari principal de Galàcia es deia Drunemeton, que porta incorporat el terme celta nemeton. Alguns d'aquests llocs eren considerats boscs sagrats ja en temps de l'antiga Grècia (com és el cas de Didima), però s'hi adoraven déus de mitologies diferents.

## En l'actualitat
Hi ha boscs sagrats actualment en funcionament, emprats per seguidors de diverses religions i creences. Aquesta llista està en ordre alfabètic:
Estats Units d'Amèrica
El Coconino National Forest (a prop de San Francisco), considerat sagrat per 13 tribus indígenes; els navahos hi van a fer pregàries.
El bosc on Joseph Smith deia que se li havia aparegut Déu és considerat un bosc sagrat i els arbres més vells d'aquest lloc són anomenats els testimonis que van presenciar el fet. No és el típic bosc on es realitzen rituals sagrats, simplement els propietaris, els membres del Moviment dels Sants dels Últims Dies, en permeten la visita.
El Bohemian Grove és un club d'artistes que van crear un bosc sagrat en una propietat privada, situada al número 20.601 de l'avinguda Bohemian a Monte Rio, Califòrnia. A mitjan juliol en aquesta arbreda es fa una acampada que dura dues setmanes, i en la qual participa gent molt poderosa d'arreu del món. Durant aquests dies fan uns rituals simbòlics en privat, com ara la Cremation of Care, que és una forma al·legòrica de desfer-se de les preocupacions mundanes dels membres del club presentant respecte pels arbres.
Ghana
A l'Àfrica, dins el territori de l'actual Ghana hi ha diversos boscs sagrats; un dels més famosos és Buoyem. Al districte municipal de Techiman, a la regió Brong Ahafo és on se'n concentren més. Serveixen per a proveir refugi a la vida salvatge, que ha estat exterminada en les àrees circumdants i cada un pot estar habitat per uns 20.000 megaquiròpters que s'amaguen de dia en coves subterrànies. A la capital tradicional del Regne de Ghana, hi havia un bosc sagrat anomenat Al-gâba (una paraula àrab que vol dir 'bosc') i allà els soninkes realitzaven els seus rituals sagrats. Altres boscos sagrats es troben al llarg de la sabana propera a la costa. Molts d'aquests llocs estan actualment sota protecció del govern, com l'Anweam situat dins la Reserva Forestal Esukawkaw. Altres boscs sagrats molt coneguts d'aquest país són: el Jachie i el Malshegu, al nord, que és un dels darrers boscs amb dosser arbori espès a la regió de sabana.
Índia
A l'Índia hi ha boscos sagrats escampats per tot l'estat i actualment són considerats zones protegides. Amb anterioritat a l'any 2002 aquests boscs no estaven reconeguts en cap llei, però es va aprovar una esmena a l'Acta de Protecció de la Vida Salvatge del 1972, que incloïa els boscs sagrats. Algunes ONG col·laboren amb els residents propers als boscs en la protecció d'aquests espais. Cada bosquet està relacionat amb una deïtat que el presideix. Els noms emprats per a designar els boscs sagrats varien en cada regió. Les comunitats locals vigilen que no s'hi practiqui la cacera. Molts dels boscs sagrats estan associats amb déus de l'hinduisme, però també n'hi ha de relacionats amb el budisme i altres que es van originar en el culte islàmic. Des del punt de vista de la vegetació són bastant diversos, per exemple està el bosc de matolls al desert de Thar, conservat pels bishnois, molt diferent del bosc humit dels Ghats occidentals de Kerala. Himachal Pradesh al nord i Kerala al sud, són coneguts pel gran nombre de boscs sagrats. Els kodagues de Karnataka conserven uns mil bosquets només a Kodagu.
S'han comptabilitzat en tota l'Índia al voltant de 14.000 boscos sagrats, que actuen com a reserves per als exemplars rars de la fauna, més sovint per a la conservació de la flora rara, situats enmig d'entorns rurals i també en àrees urbanes. Però no tots els boscs sagrats estan enregistrats en llistes oficials, els experts creuen que el nombre total podria ser de fins a 100.000. Les amenaces als boscos inclouen la urbanització, la sobreexplotació dels recursos, i la destrucció del medi ambient derivada de les pràctiques religioses hindús. Si bé moltes de les arbredes són considerades l'estatge dels déus hindús, en el passat recent, algunes d'elles van ser parcialment buidades de vegetació per construir-hi santuaris i temples.
A Karnataka es practiquen danses rituals i dramatitzacions que narren l'actuació de déus locals que protegeixen els boscs sagrats, s'anomenen theyyam, entre d'altres.
Japó
Al Japó els boscos sagrats estan generalment relacionats amb els jinja, els santuaris del xintoisme. Existeixen des de l'antiguitat. La criptomeria és un arbre venerat en aquesta religió, que acostuma a trobar-se als boscs sagrats.
Una d'aquestes arbredes sagrades en què hi ha un jinja és la d'Atsuta-ku (熱田神宮, Atsuta-jingū), que ocupa 20 hectàrees, a Nagoya. Una àrea boscosa de 1.500 hectàrees on està el santuari de Kashima va ser declarada espai protegit el 1953. Actualment forma part de la Reserva Natural de Kashima, que inclou unes 800 espècies d'arbres, plantes i animals.
Tadasu no Mori (糺の森) és un terme general que vol dir 'àrea boscosa', emprat en relació amb el santuari de Kamo, un lloc sagrat del xintoisme situat a la riba del Kamo, al nord-est de Kioto. Actualment aquest bosc abasta 12,4 hectàrees, que inclouen llocs conservats pel seu interès històric (国の史跡). Els santuaris de Kamigamo i Ximogamo, juntament amb altres monuments històrics de l'antiga Kioto, van ser nomenats Patrimoni de la humanitat per la UNESCO el 1994.
A Okinawa estan els utaki, uns espais sagrats que eren antics llocs de sepultures i on es practicaven ritus de la religió de Ryukyu, i generalment estan relacionats amb els toun o kami-asagi, regions de la natura dedicades als déus en les quals les persones tenen prohibit el pas. Les arbredes sagrades es poden trobar incloses en aquestes regions o també en els gusukus (àrees fortificades). L'utaki de Seifa fou nomenat Patrimoni de la humanitat per la UNESCO el 2003. Consisteix en una caverna triangular formada per roques gegants, envoltada per un bosquet d'arbres autòctons però rars, com ara el kubanoki (una mena de palmera) i el yabunikkei o Cinnamomum japonicum (una mena de llorer bord).
Nepal
Protegit per la UNESCO el 1997, el bosc sagrat de Lumbini és un lloc de pelegrinatge. Segons la tradició budista, la reina Mayadevi hi va donar a llum a Siddhartha Gautama l'any 623 aC. Gautama, el qual va assolir el nirvana en algun moment al voltant de l'any 543 aC, va esdevenir Buddha i va fundar la nova religió després d'haver estat il·luminat. El temple de Mayadevi està situat a Lumbini.
Nigèria

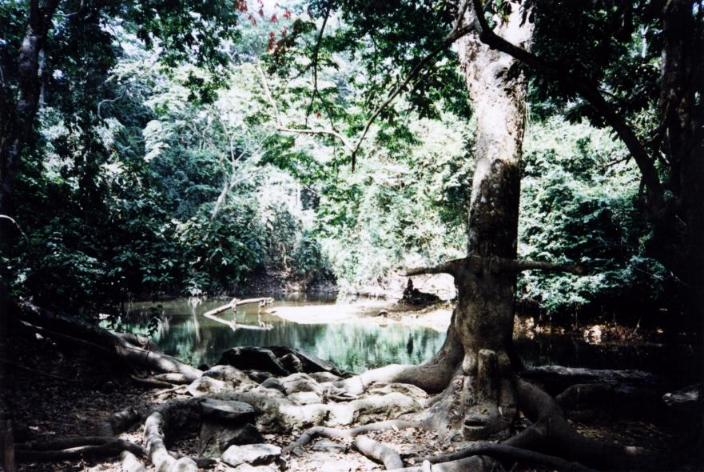
Bosc sagrat Osun-Osogbo, Nigèria

El concepte de bosc sagrat també és present en la mitologia de Nigèria. L'arbreda d'Osun-Osogbo, que està als afores de la ciutat d'Osogbo, és un dels darrers boscos verges dels país. El lloc està dedicat a la dea de la fertilitat de la mitologia Yoruba, a la qual hi han dedicat santuaris i escultures. Oloye Suzanne Wenger, un artista australià, hi ha col·laborat. Aquest espai va ser declarat Patrimoni de la humanitat l'any 2005.
Tailàndia
A Tailàndia els boscs sagrats estan relacionats amb les creences dels thais, de les quals es té coneixement des de l'època medieval. Però la creença està molt viva encara, ja que recentment s'han marcat noves àrees per a la seva destinació com a espais naturals sagrats.